# Den fule
Den fule är en folkmusikgrupp som bildades i Göteborg i början av 1990-talet.
Gruppens första album Lugumleik, som ursprungligen utgavs 1993 av skivbolaget Amalthea i Malmö, tilldelades en Grammis 1994 som bästa folkmusikalbum. Efter ytterligare ett album, Skalv (1995), upplöstes bandet 1997. År 2009 återförenades gruppen och har därefter utgivit albumen Halling i köket (2010) och Contrebande (2013).

## Medlemmar
- Jonas Simonson – flöjt, bassaxofon
- Sten Källman – sopransaxofon, barytonsaxofon, percussion
- Henrik Cederblom – gitarr, percussion
- Stefan Bergman – bas
- Christian Jormin – trummor, percussion
- Ellika Frisell – fiol (på Lugumleik)
- Ingrid Brännström – gästsång (på Lugumleik)
- Ola Bäckström – fiol (på Skalv)
- Henrik Wallgren – sång (på Skalv)

## Diskografi
- Lugumleik (1993, CD)
- Skalv (1994, CD)
- Quake (1997, CD compilation of first two albums)
- Halling i köket (2010, CD)
- Contrabande (2013, CD)